# W Andromedae
Désignations
W Andromedae (en abrégé W And) est une étoile variable de la constellation d'Andromède. Elle est classée comme une étoile variable de type Mira et une étoile de type S, et varie d'une magnitude apparente de 6,7 à 14,6, avec une période d'environ 697,3 jours. L'étoile perd de la masse en raison des vents stellaires à un taux de 2,79 × 10-7 M☉/an.